# Нова Кульна
Нова́ Кульна́ — село Куяльницької сільської громади в Подільському районі Одеської області, Україна. Населення становить 216 осіб.

## Історія
Під час організованого радянською владою Голодомору 1932—1933 років померло щонайменше 8 жителів села.
1 лютого 1945 року село Мельникове Новокульнянської сільради приєднали до села Нова Кульна.
12 червня 2020 року, відповідно до Розпорядження Кабінету Міністрів України від № 724-р «Про визначення адміністративних центрів та затвердження територій територіальних громад Одеської області», увійшло до складу Куяльницької сільської територіальної громади.
19 липня 2020 року, в результаті адміністративно-територіальної реформи і ліквідації Подільського району (1923-2020), село увійшло до складу новоутвореного Подільського району Одеської області.

## Населення
Згідно з переписом УРСР 1989 року чисельність наявного населення села становила 215 осіб, з яких 94 чоловіки та 121 жінка.
За переписом населення України 2001 року в селі мешкало 215 осіб.

### Мова
Розподіл населення за рідною мовою за даними перепису 2001 року:
| Мова       | Відсоток |
| ---------- | -------- |
| українська | 71,76 %  |
| молдовська | 23,15 %  |
| російська  | 4,63 %   |
| вірменська | 0,46 %   |